# Лола Монтес
Елизабет Розана Гилберт, известна като Лола Монтес (на немски: Elizabeth Rosanna Gilbert; Lola Montez, * 17 февруари 1821 в Грейндж, графство Слайгоу, Обединено кралство Великобритания и Ирландия, † 17 януари 1861, Ню Йорк), e ирландска танцьорка и актриса, а също ирландска и баварска аристократка (графиня на Ландсфелд).
Тя е любовница на баварския крал Лудвиг I, който я обявява през 1847 г. за графиня фон Ландсфелд. От 1846 г. Лола Монтез става любовница на Лудвиг I. На 20 март 1848 г. Лудвиг I трябва да се откаже от трона и го предава на син си Максимилиан II Йозеф.

## Биография
Елизабет Розана Гилберт е дъщеря на шотландския офицер Едуард Гилберт и ирландската благородничка Елиза Оливер. Живее до 5-годишната си възраст в Калкута (Индия), където нейният баща малко след пристигането умира от холера. От 1827 до 1834 г. расте при доведения си баща и после при неговия брат в Шотландия посещава интернат в английския гр. Бат и до 1837 г. През 1837 г. се омъжва за офицера Томас Джеймс и отива с него през 1838 г. в Индия. През 1839 г. се разделят. През 1842 г. се връща в Лондон, където учи испански език и испански танци, които задълбочава за кратко в Испания.
През 1843 г. тя отива в Лондон, представяйки като испанска танцьорка от Севиля на име Maria de los Dolores Porrys y Montez или Lola Montez. След успешния ѝ дебют на 3 юни 1843 г. тя е разкрита като лъжкиня и бяга от Англия.
Лола Монтес пътува по цяла Европа, има многобройни любовни афери и скандали. На 3 септември 1843 г. танцува Los Boleros de Cadix в Берлин пред пруския крал Фридрих Вилхелм IV и руския император Николай I.
След две години в Париж тя отива на 5 октомври 1846 г. в Мюнхен, в хотел Байерише Хоф и кандидатства за работа като танцьорка и потърсва баварския крал Лудвиг I, който я приема на 7 октомври 1846 г. за пръв път. На 10 октомври тя дава представление в националния театър.
25-годишната танцьорка става любовница на 60-годишния крал, който 40 дена след нейното представление променя завещанието си. В него и се обещава изплащане на 100 000 гулдена, ако не е омъжена или вдовица при неговата смърт. Освен това до нейното омъжване да ѝ се плащат годишно 2400 гулдена. Тя получава до 1850 г. (края на връзката) 158 084 гулдена, което отговаря на днешните 2,3 милиона евро. Освен това кралят ѝ подарява палат на Барерщрасе 7 в Мюнхен за живеене, където тя се нанася през юни 1847 г.
Лудвиг я посещава там често между 17 и 22 часа. Тяхната връзка бързо се открива и е критикувана. Когато кралят иска да ѝ даде баварско поданство, неговият кабинет намира това за нелегитимно. На 11 февруари 1847 г. всички министри молят за тяхното отстраняване и на 1 март с трудности се образува нов кабинет. Въпреки това Лола Монтес получава поданство, което води до бунтове на Терезиенщрасе. На 25 август 1847 г. е издигната за графиня от Ландсфелд.
Лола Монтес не е обичана от мюнхенското население, особено когато се разхожда, пушеща пура, с нейния дог Турк през Мюнхен. Недоволни професори и висши чиновници са уволнени. Тя бяга, след като разбунтувани я разпознават на Театинския площад в Театинската църква. На 9 февруари 1848 г. Лудвиг II нарежда веднага да затворят университета до зимния семестър 1848/1849 г. и заповядва на всички студенти да напуснат града до 3 дена. На 10 февруари 1848 г. студентите и други жители демонстрират пред резиденцията и се стига до неспокойствия в града. След големи протести на търговци, жители и наемодатели университетът е отворен отново след ден и излиза заповед графинята Ландсфелд да напусне града до 1 час. Тя бяга на 11 февруари 1848 в. в каляска пред очите на бунтуващото се население през дворец Блутенбург към Линдау в Швейцария (Мартенска революция). На 16 март излиза съобщението на съвета, че тя не е вече с баварско поданство и на 17 март се пуска нареждане за нейното търсене.
Лола Монтес живее в лукс в Швейцария, където се надява да се види отново с Лудвиг. Te си пишат и той я издържа. През 1849 г. тя се връща обратно в Лондон. Понеже първият ѝ съпруг е още жив, е обвинена в бигамия и трябва да бяга от Англия. Отива на Средиземно море, в Париж и Белгия. След издаването на нейните мемоари в Le pays отива през 1851 г. в САЩ. През 1852 г. играе себе си в театъра Lola Montez in Bavaria на Бродуей. Прави турнета на Източното крайбрежие, отива в Сан Франциско през май през 1853 г. Омъжва се за Патрик Хул през юли 1853 г. и се заселва в калифорнийския град на златотърсчите Грас Вали.
От 1855 г. е на турне във Виктория, Австралия. През 1857 г. се връща обратно в Ню Йорк. Пише съвети за красота и става ангажирана протестантка. След боледуването си през лятото, 39-годишната Лола се разболява на Коледа през 1860 г. от пневмония и умира след 3 седмици в Ню Йорк. Нейният гроб се намира в гробището Грийн Ууд (Green-Wood Cemetery) в Бруклин.

## Произведение
- Memoiren der Lola Montez (Gräfin v. Landsfeld). Kerstin Wilhelms, Frankfurt/M. (Zweitausendeins) 1986

## Медии
Филми
- Lola Montez, 1918
- Lola Montez, die Tänzerin des Königs, 1922
- Lola Montez , 1955, (фр.: Lola Montès), немско/френски филм

Сцена
- Оперета Zauberin Lola, UA 1937 Dortmund
- Балет Bacchanale, 1939, от Léonide Massine
- Балет Lola Montez, 1946, от Edward Caton